# Sumiko Kurishima
Sumiko Kurishima (栗島すみ子?; 15 marzo 1902 – 16 agosto 1987) è stata un'attrice e danzatrice giapponese.
È spesso considerata la prima donna famosa nel mondo del cinema giapponese.

## Biografia
Kurishima era figlia di Sagoromo Kurishima anch'essa attrice; anche la zia materna era un'attrice. Sumiko apprese la danza tradizionale giapponese in giovane età utilizzando il soprannome di Kako Mizuki nelle sue esibizioni. Apparendo anche sul palcoscenico, entrò a far parte dello studio Shochiku nel 1921, debuttando nel riadattamento dell'opera The Poppy di Natsume Sōseki da parte del regista Henry Kotani. Spesso rivestì i panni di tragica eroina nei film diretti dal suo futuro marito, Yoshinobu Ikeda. È considerata la prima star femminile del cinema giapponese, tenendo conto che era stato spesso un attore on'nagata a svolgere molti ruoli femminili nel cinema giapponese fino ai primi anni venti. Sumiko si ritirò dal mondo spettacolo nel 1938 per concentrarsi poi su corsi di danza, divenendo direttrice della sua scuola. Ritornò tuttavia sullo schermo nel 1956 per apparire nel film Nagareru di Mikio Naruse.

## Filmografia
- The Poppy (虞美人草, Gubijinsō) (1921)
- Denkô to sono tsuma (1921)
- Toranku (1921)
- Omoi tsuma (1921)
- Ho no namida (1921)
- Yuku kumo (1921)
- Ono ga tsumi (1921)
- Nasanu naka (1921)
- Yama e kaeru (1921)
- Kenbu no musume (1921) - Yûko
- Shakko (1921)
- Kure yuku ekiji (1921)
- Tokuri (1921)
- Kyokukô nami o terasu (1921)
- Konjiki yasha (1922)
- Umi no kiwami made (1922)
- Hototogisu (1922)
- Chikyôdai (1922)
- Chizôme no gûnki (1922)
- Haha no kokoro (1922)
- Gion yawa (1922)
- Sôfuren (1922)
- Hikareyuku hi (1922)
- Yôjo no mai (1922) - Mizushima Kaneko
- Kokawa-dera (1922)
- Eien no nazo (1922)
- Zanko (1922)
- Yuki no yawa (1922)
- Kessakushûsui konjiki yasha (1922)
- Sendō kouta (船頭小唄) (1923) - Okimi
- My Friend (1923)
- Shiniyuku tsuma (1923)
- Futatsu no michi (1923)
- Gendai no josei (1923)
- Yami Wo Yuku (1923)
- Nasuna koi (1923) - Baishi
- Jikatsu suru onna (1923) - Hayase Kyoko
- Haha (1923)
- Daitokyo no ushimitsudoki daiippen higekihen (1923) - Tsuyuka
- Mizumo no hana (水藻の花) (1923) - Ohana
- Kosome to kinya (1923) - Kosome
- Oyako no tabiji (1923)
- Tsumi no tobira (1923) - Akizuki Masako
- Ohimegusa (1923) - Otsuyu, Madre
- Yuhoshu Ono ga tsumi (1923)
- Kanojo no unmei (1924)
- Eien no Haha (1924) - Misao
- Sweet Home (1924)
- Hatachi no Koro #3 (1924)
- Nageki no kujaku (嘆きの孔雀) (1924) - Murata Miyako
- Hototogisu namiko (1924)
- Koi no Hikyoku (1925) - Tsuyuko
- Aru Onna no Hanashi (1925)
- Daichi wa hohoemu (大地は微笑む) (1925, part 1-3)
- Mahjong (1925)
- Umi no himitsu (1925)
- Kanashiki koi no gensō (悲しき恋の幻想) (1925)
- Hakushaku Reijo (1925)
- Koizuma (1925) - Haruko
- Hojoka (1925)
- Sabishiki Michi (1925)
- Shô-chan no Kamata hômon (1925)
- Kowareta Ningyo (1926) - Maiko Haruyu
- Sayoko (1926) - Nagasa Sayoko
- Shi no Komoriuta (1926) - Takayama Kiyo
- Chinpira Tantei (1926) - Hideko
- Utsukushiki Inori (1926) - Blind woman Michie
- Nageki no bara (1926)
- Junanbana (1926) - Kikukawa Sumiko
- Yôfu gonin onna - Dai gohen: Reijô Osumi (1926)
- Koi no Wakare Michi (1927)
- Hisako no hanashi (1927)
- Shinju fujin (1927)
- Kindai Nyobo Kaizo (1927)
- Tama wo Nageutsu (1927)
- Seishun no Komichi (1928)
- Tengoku no Hito (1928)
- Onna no isshô (1928) - Hanako Andô
- Fûfu (1928)
- Tôge no Rakuen (1928)
- Ai no Yukusue (1928)
- Kângeki no harû (1929)
- Aîjin tokie no mâki (1929)
- Tasogare no yuwaku (1929)
- Ukiyo komichi (1929)
- Kibô (1929)
- Oyaji to sono ko (1929)
- Kotoshidake (1929)
- Kekkongaku nyûmon (1930)
- Reijin (1930) - Tomoko Mizuhara
- Kânôjo wa dôkoê iku (1930)
- Onnâgokorô wa mîdasumâji (1930)
- Ojôsan (1930) - Young Lady
- Machî no runpên (1931)
- Shimai zenpen (1931)
- Shimai kohen (1931)
- Ômoîde oki onna (1931)
- Depâto no himegimi (1932)
- Sôshiju (1932)
- Sei naru chibusa (1932)
- Tsubakihime (1932)
- Kujakubune (1933)
- Seidon (1933) - Sachiko
- Every-Night Dreams (1933) - Omitsu
- Îro wa nioedô (1933)
- Kanraku no yo wa fukete (1934)
- Yumê no sasayâki (1934)
- Nihon josei no uta (1934)
- Daigaku no wakadanna - Nihonbare (1934)
- Haha no ai (1935)
- Kajuen no onna (1935)
- Eikyû no ai ramûru ekuruneru zenpen (1935)
- Eikyû no ai ramûru ekuruneru kohen (1935)
- What Did the Lady Forget? (淑女は何を忘れたか, Shukujo wa nani o wasureta ka) (1937) - Tokiko
- Nakimushi kozo (1938) - Sadako
- Flowing (流れる, Nagareru) di Mikio Naruse (1956)